# Tisamenus clotho
Tisamenus clotho (Syn. Hoploclonia clotho, sowie Hoploclonia atropos bzw.Tisamenus atropos) ist eine Gespenstschrecken-Art, die auf den philippinischen Inseln Polillo und Luzon vorkommt.

## Merkmale

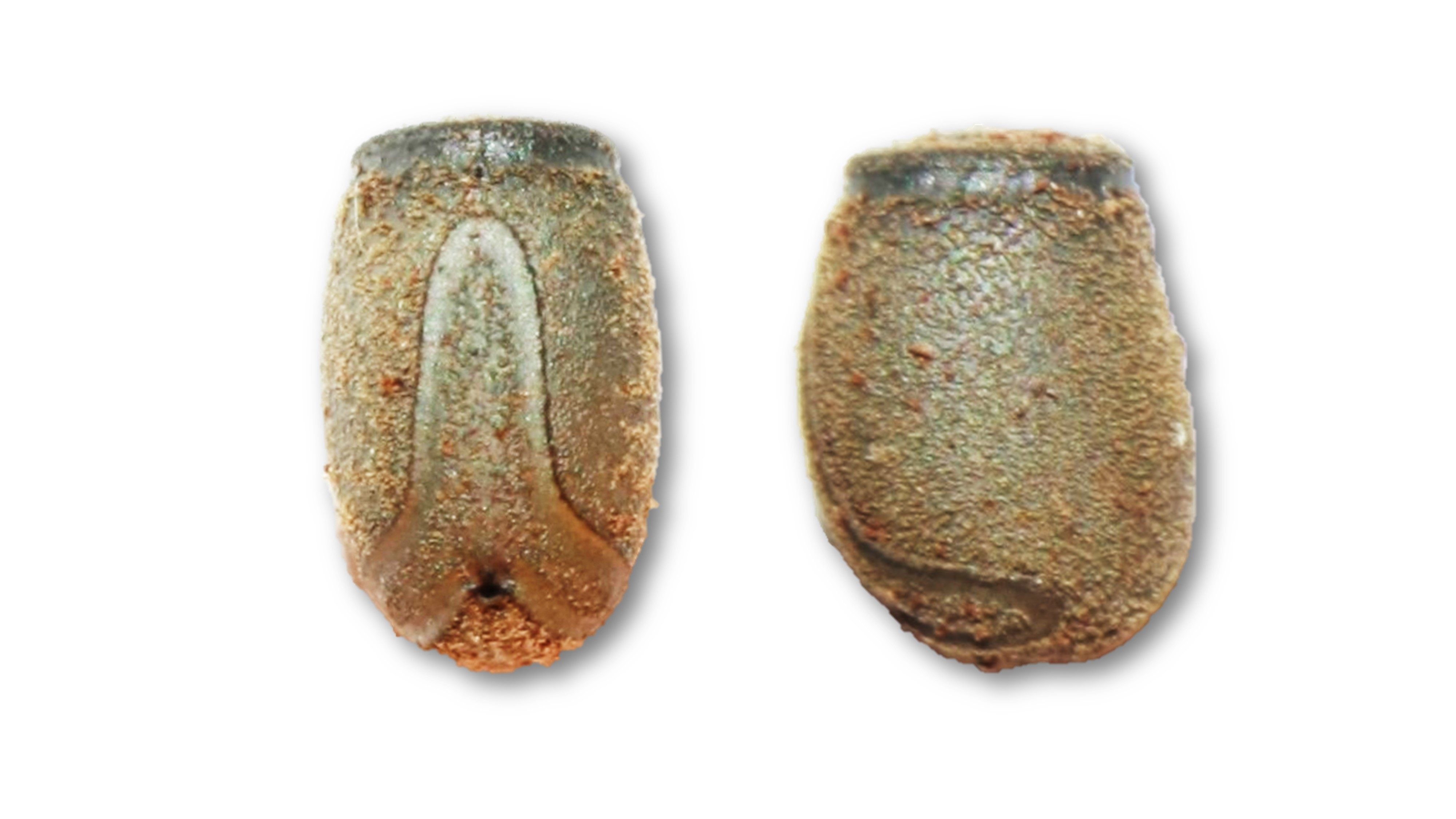
Eier von dorsal und lateral

Weibchen von Tisamenus clotho sind hell- bis sanddornbraun gefärbt und zeigen häufig weitere Brauntönen, wobei Kopf und Beine dunkler sind. Sie erreichen Längen um 56 mm. Männchen sind deutlich kleiner und glänzend dunkelbraun. Der Kopf ist fast quadratisch und nur etwas länger als breit. Die Supraorbitalen sind als drei prominente, längliche Ausstülpungen ausgebildet. Die Occipitalen und mittleren Coronalen sind als flache Tuberkel vorhanden, die seitliche Coronalen halbierte, abgerundete Ausstülpungen. Wie bei Tisamenus deplanatus ist der für die Gattung typische, dreieckige Bereich auf dem Mesonotum relativ kurz und erreicht knapp die Mitte des Mesothorax, wo er ein annähernd gleichseitiges Dreieck bildet. Von der Mitte der Dreiecksbasis am vorderen Mesonotumrandes verläuft eine schwach erkennbare Kante über das Dreieck bis zu dessen hinterm Winkel. Von dort erstreckt es sie sich als prominente Längskante weiter über das restliche Mesonotum und das gesamte Metanotum. Die Mesopleuren sind mit je vier Lateralstacheln, die Metapleuren mit je zwei flügelförmigen Lateralstacheln bewehrt. Dahinter befinden sich die ebenfalls stachligen Supracoxalen, deren supracoxaler Winkel zu einem kurzen Höcker geformt ist.

## Vorkommen
Das Typusmaterial der Art stammt von der vor der Südostküste Luzons gelegenen Insel Polillo. Die in Zucht befindlichen Tiere wurden an zwei Fundorten in der Provinz Camarines Norte im Süden Luzons gesammelt. Diese liegen am Mount Bagacay im Barangay Fundado der Stadtgemeinde Labo und am Mananap Wasserfall im Barangay Fabrica der Stadtgemeinde Daet. Weitere Fundorte auf Luzon sind aus der im Süden gelegenen Provinz Camarines Sur und der in Zentralluzon gelegenen Provinz Nueva Ecija dokumentiert.

## Systematik
James Abram Garfield Rehn und sein Sohn John William Holman Rehn beschrieben die Art 1939 als Hoploclonia clotho. Als Holotypus wurde ein von Taylor auf der Insel Polillo gesammeltes, adultes Weibchen aus der Sammlung von Morgan Hebard an der Academy of Natural Sciences in Philadelphia gewählt. Aus der Sammlung des National Museum of Natural History in Washington D.C. (Teil der Smithsonian Institution) wurde ein juveniles Männchen als Allotypus und ein adultes Weibchen als weiterer Paratypus festgelegt. Daneben untersuchten Rehn und Rehn für ihre Beschreibung drei weitere, juvenile Weibchen aus dieser Sammlung und ein juveniles Männchen aus der Sammlung von Hebard. Alle untersuchten Tiere stammten von Polillo. Der Artname „clotho“ ist der griechischen Mythologie entlehnt. Klotho ist dort die jüngste der drei Moiren, wobei auch deren zwei Schwestern als Artnamen bei der Erstbeschreibung weiterer Hoploclonia-Arten in derselben Arbeit verwendet werden. Rehn und Rehn unterteilten die philippinischen Arten der Gattung nach morphologischen Aspekten in unterschiedliche Gruppen. Hoploclonia clotho wurde mit Hoploclonia serratoria (heute Tisamenus serratorius), Hoploclonia asper (heute Tisamenus asper), Hoploclonia atropos (heute Synonym zu Tisamenus clotho) in die sogenannte Serratoria-Gruppe gestellt. Deren Arten sind relativ stachlig, haben deutliche Lateralstacheln entlang der Ränder des Meso- und Metathorax und ein bis etwa zur Hälfte des Mesonotums reichendes, gleichschenkliges Dreieck auf dem vorderen Mesothorax. 
Ebenfalls 1939 wurde von Rehn und Rehn Hoploclonia atropos beschrieben. Der Artname „atropos“ bezieht sich auf die älteste der drei Moiren Atropos. Die Art wurde anhand eines 1932 gesammelten Weibchens beschrieben, welches am National Museum of Natural History in Washington D.C. hinterlegt ist. Diese Art wurde 2025 von Frank Hennemann mit Tisamenus clotho synonymisiert. Seitdem Oliver Zompro 2004 die philippinischen Arten in die Gattung Tisamenus überführte und nur die auf Borneo vorkommenden in der Gattung Hoploclonia beließ, werden sowohl Tisamenus clotho als auch deren späteres Synonym Tisamenus atropos in dieser Gattung geführt.
In eine 2021 veröffentlichte, molekulargenetische Untersuchung wurden neben Tisamenus clotho aus Camirines Norte auch Vertreter anderer Tisamenus Arten einbezogen. Dabei zeigte sich, dass die Art eng mit Tisamenus cervicornis verwandt ist, deren Probetier hier noch als Tisamenus deplanatus identifiziert worden war. Als ebenfalls relativ eng verwandte Arten erwiesen sich Tisamenus hystrix aus Sibuyan und die damals noch nicht beschriebenen Tisamenus malawak aus Camiguin und Tisamenus heitzmanni von der Insel Cebu.

## Terraristik
Ein in den Terrarien der Liebhaber zu findender Stamm geht auf Tiere aus der Provinz Camarines Norte zurück, die von Thierry Heitzmann am 22. Juli am Mount Bagacay und am 4. August 2015 am Mananap Wasserfall gesammelt wurden. Ihre Artzugehörigkeit war zunächst nicht sicher, so dass sie als Tisamenus cf. clotho 'Camarines' angesprochen wurden. Joachim Bresseel bestimmte diese als Tisamenus clotho. Die Art ist leicht zu halten und zu vermehren. Gefressen werden sowohl Blätter von Brombeeren, als auch von anderen Rosengewächsen, sowie von Haseln.

## Bilder

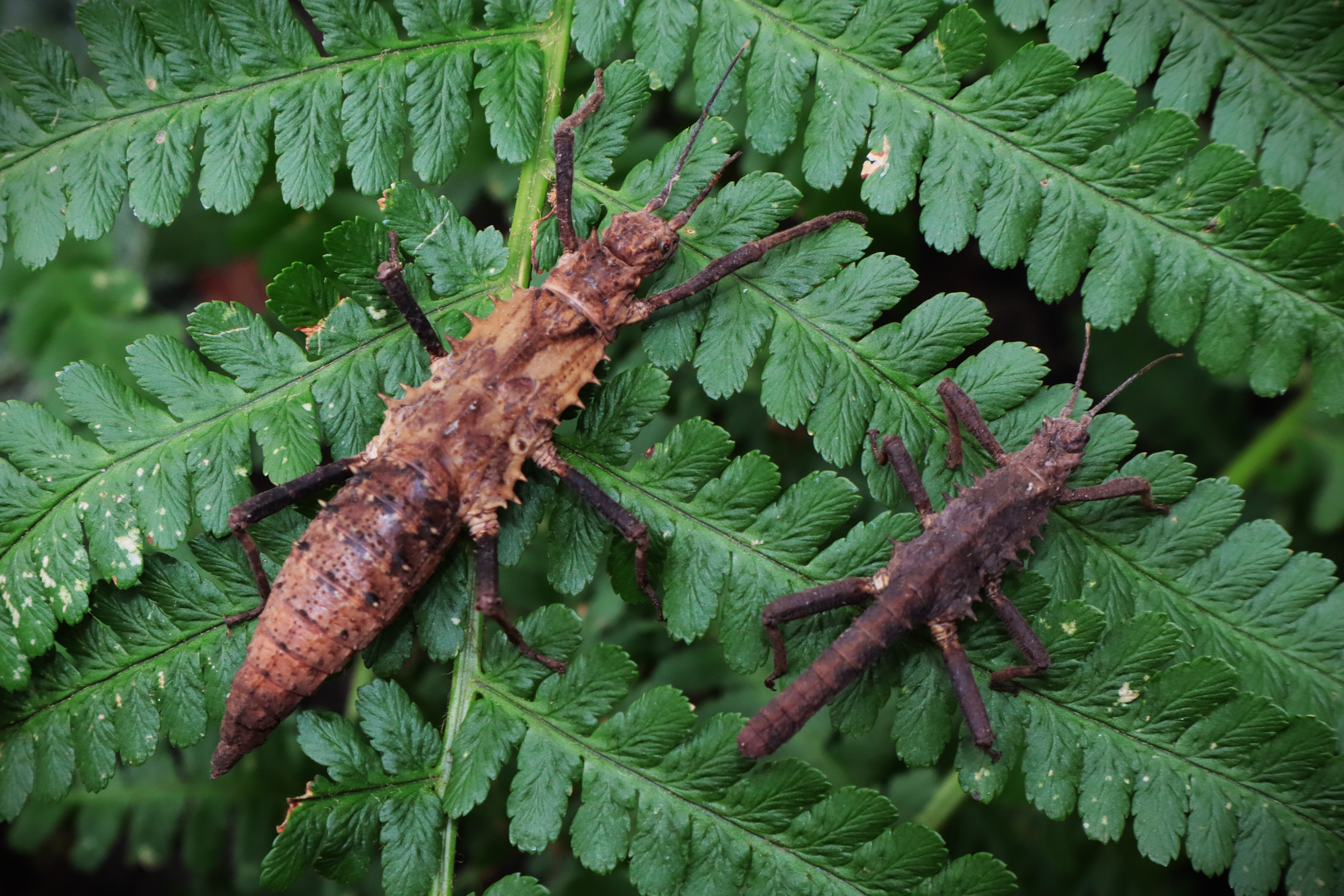
Pärchen vom Zuchtstamm aus 'Camarines'
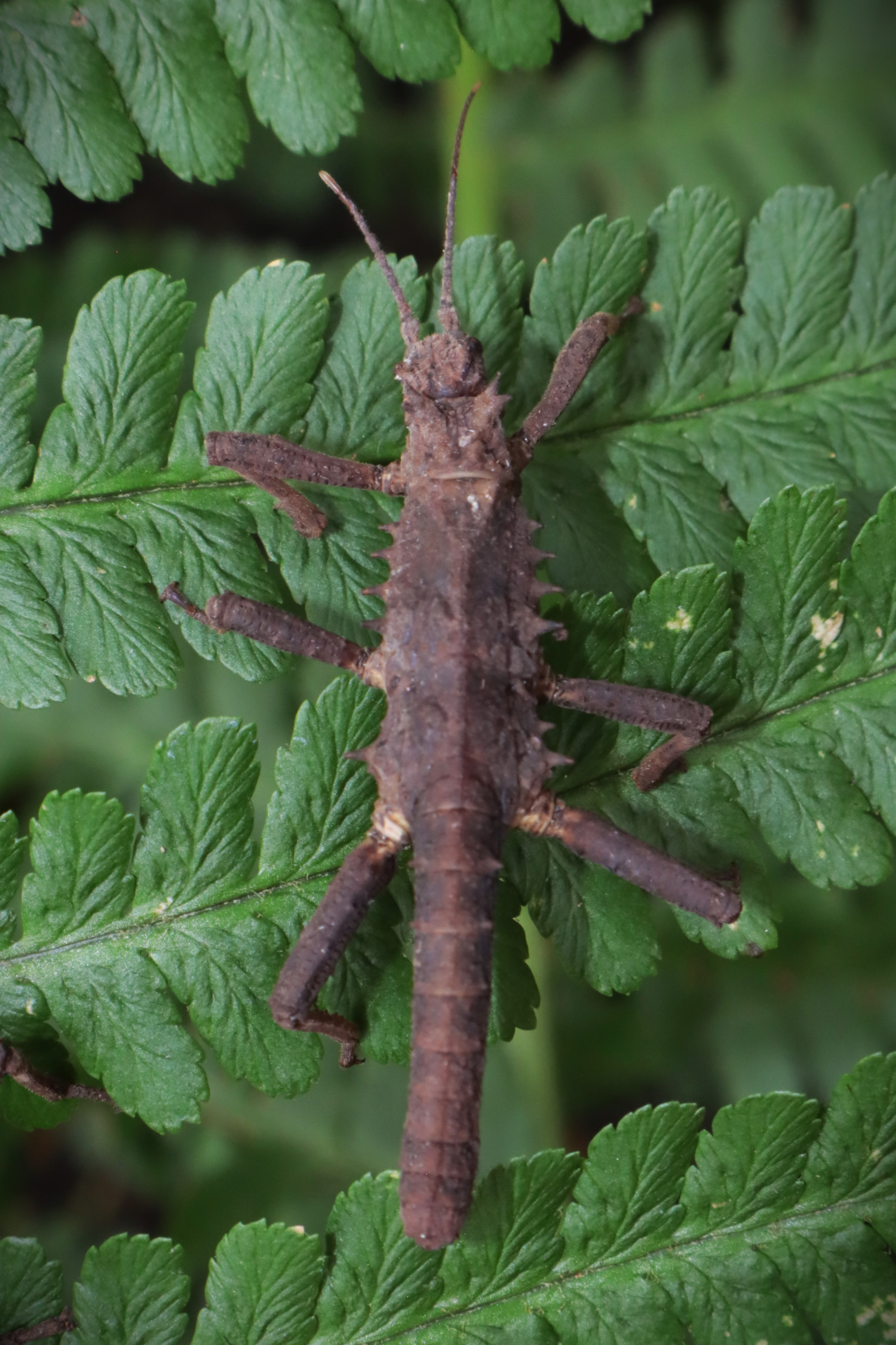
Männchen
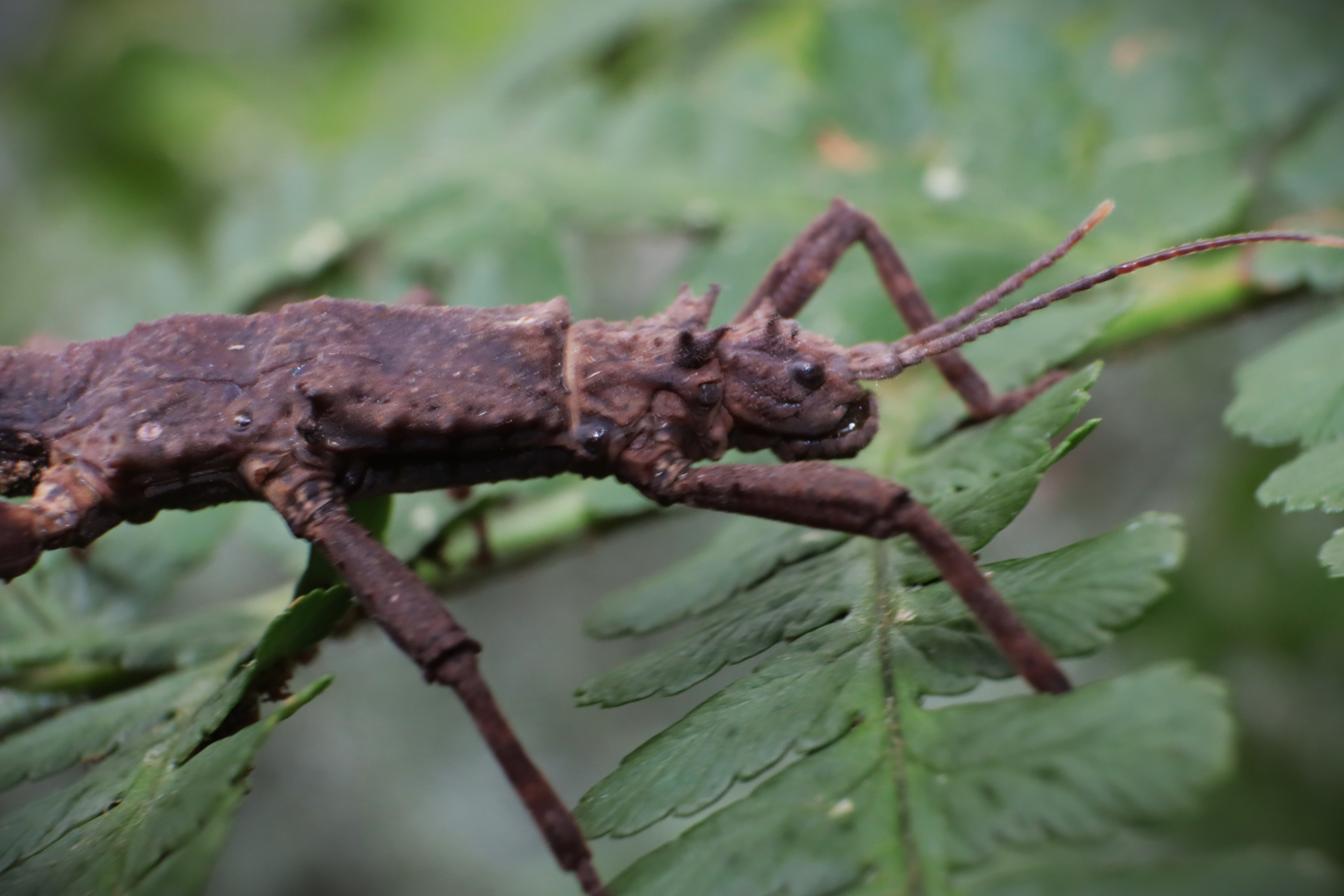
Porträt eines Männchen
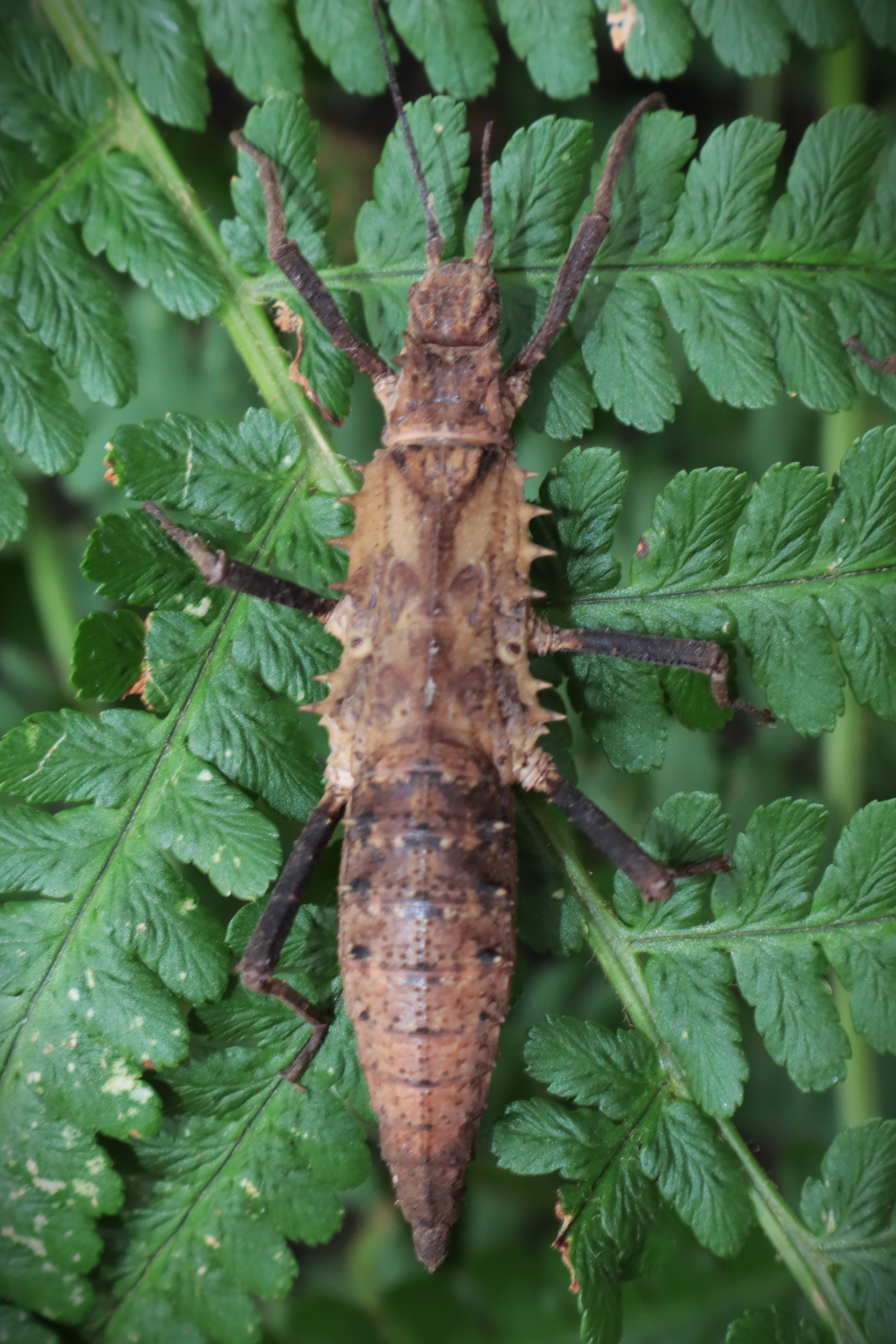
Weibchen
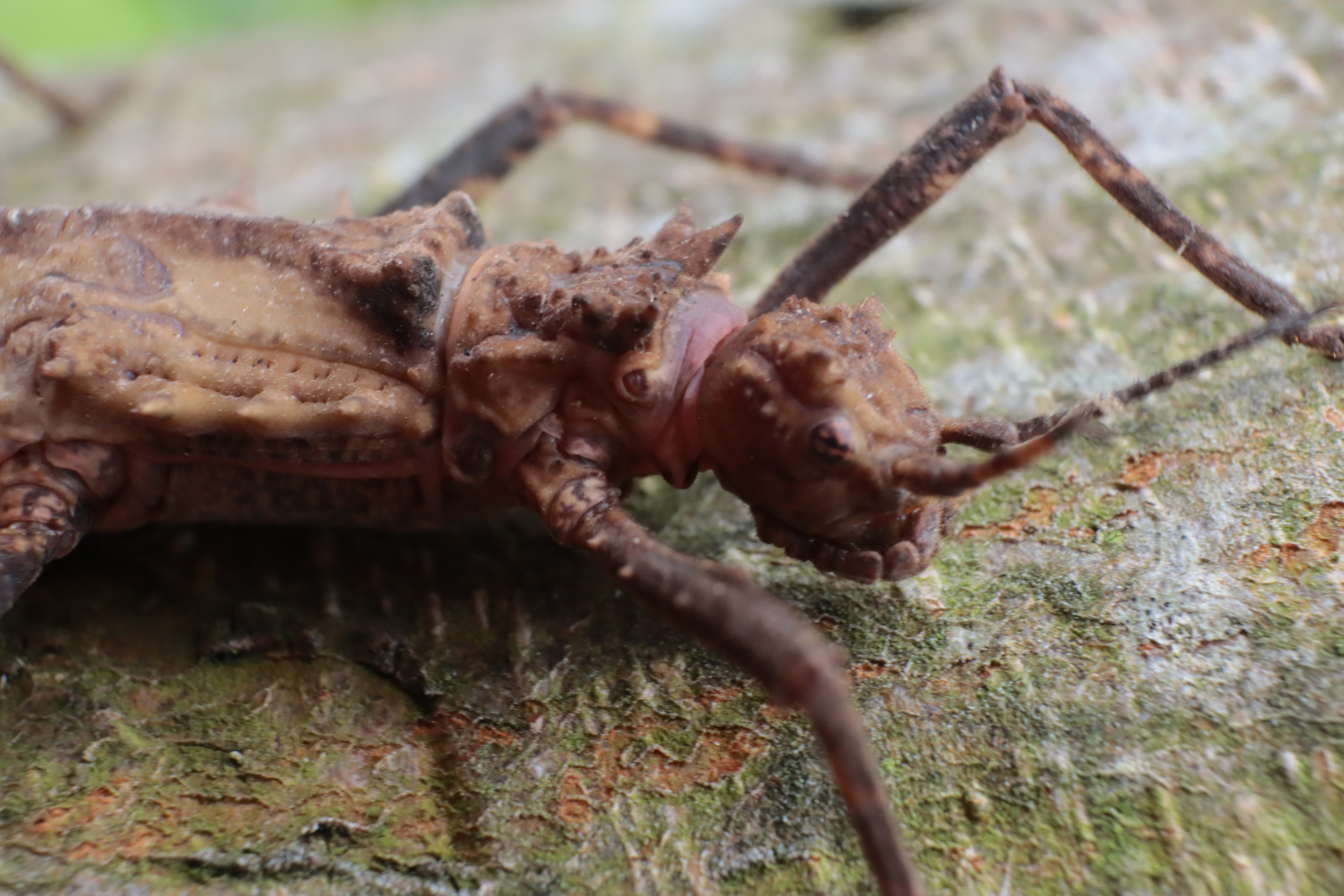
Porträt eines Weibchen